# Lettisch-polnische Beziehungen
Lettisch-polnische Beziehungen sind die außenpolitischen Beziehungen zwischen Lettland und Polen. Die beiden Länder waren Nachbarn, haben jedoch keine gemeinsame Grenze mehr. 
Lettland gehörte ursprünglich zum Schwertbrüderorden und später zum Deutschen Orden, den der polnische Seniorherzog Konrad von Masowien ins Baltikum geholt hat. Nach der Union von Krewo entstand im 14. Jahrhundert die polnisch-litauische Personalunion unter den Jagiellonen, die 1569 in der Union von Lublin in eine Realunion umgewandelt wurde. Lettland gehörte seit dem 16. Jahrhundert als Lehen zu Polen-Litauen. Durch die Schwedenkriege ging 1621 das nördliche Lettland für Polen-Litauen verloren. In der zweiten Hälfte des 18. Jahrhunderts wurde Polen-Litauen geteilt und Lettland kam an Russland. Kurz nach dem Ersten Weltkrieg kämpften Polen und Letten siegreich bei der Schlacht bei Daugavpils (1920) gegen Sowjetrussland. Die Zweite Polnische Republik erkannte die Unabhängigkeit Lettlands bereits im Januar 1921 an. 1922 schlossen Polen, Lettland, Estland und Finnland einen Freundschaftsvertrag in Warschau, den Baltischen Bund. Polen hatte eine Botschaft in Riga und ein Konsulat in Daugavpils, Lettland eine Botschaft in Warschau und ein Konsulat in Vilnius. Nach dem Ausbruch des Zweiten Weltkriegs musste Lettland auf sowjetischen Druck die Beziehungen zur Polnischen Exilregierung abbrechen. Nach dem Ende des Kalten Krieges und der Unabhängigkeit Lettlands nahmen beide Staaten wieder diplomatische Beziehungen auf.
Zur polnischen Minderheit in Lettland bekennen sich ca. 50.000 Personen (insbesondere im Raum Daugavpils), zur lettischen Minderheit in Polen mehrere Tausend in den großen Städten. 
Polen besitzt eine Botschaft in Riga. Lettland hat eine Botschaft in Warschau sowie Honorarkonsulate in Danzig, Katowice und Łódź.